# Frank van Etten
Frank van Etten (Stadskanaal, 10 februari 1982) is een Nederlands zanger.

## Loopbaan
Van Etten trad sinds zijn vijftiende jaar geregeld op en kwam in contact met Henny Thijssen en Gerto Heupink met wie hij opnames maakte. Dit leverde een platencontract op. In 2002 kwam zijn eerste single Pluk alle sterren uit, gevolgd door Geluk en Leef als een zigeuner. Zijn debuutalbum was De weg naar geluk.
Zijn tweede album Voor altijd samen werd in april 2004 uitgebracht, wederom met teksten en muziek van Henny Thijssen en Gerto Heupink. Zijn derde album Zo ben ik uit 2005 kwam in de Album Top 100 en de single M'n kleine jongen stond in de Single Top 100. Van Ettens vierde album Mijn gevoel werd in 2007 uitgebracht en stond 7 weken in de Album Top 100, met plaats 28 als hoogste notering.
In 2007 begon Van Etten zijn eigen platenlabel met een studio in Sint Anthonis. In het voorjaar van 2008 nam hij een duet op met R&B-zanger Brace, getiteld De nachten zijn zo donker zonder jou. In 2009 verscheen een verzamelalbum, in 2011 kwam het album De wereld draait door uit en in 2015 gevolgd door Niet meer die man van toen.
In 2013 deed hij mee met de talentenjacht Bloed, zweet & tranen op SBS6.
Eind 2019 kwam Van Etten in het nieuws omdat een concert in Rotterdam Ahoy moest worden afgezegd om ruimte te maken voor het Eurovisiesongfestival. Hij noemde dit ‘een klap in mijn gezicht’.

## Persoonlijk leven
In 2024 werd van Etten door de Rechtbank Groningen benoemd als de opdrachtgever voor de afranseling van een persoon door vlogger Alex Soze. Soze kreeg hiervoor 10 maanden celstraf opgelegd en werd in 2025 opgepakt in Dubai. Van Etten ontkent de beschuldigingen. In maart 2025 moesten van Etten en zijn zoon voor de rechtbank verschijnen vanwege een beschuldiging van mishandeling en het omkopen van een slachtoffer.

## Discografie

### Albums
| Album met eventuele hitnotering(en) in de Nederlandse Album Top 100 | Datum van verschijnen | Datum van binnenkomst | Hoogste positie | Aantal weken | Opmerkingen   |
| ------------------------------------------------------------------- | --------------------- | --------------------- | --------------- | ------------ | ------------- |
| De weg naar geluk                                                   | 2002                  |                       |                 |              |               |
| Voor altijd samen                                                   | 2004                  | 10-04-2004            | 67              | 2            |               |
| Zo ben ik                                                           | 01-04-2005            | 09-04-2005            | 82              | 2            |               |
| Mijn gevoel                                                         | 2007                  | 10-02-2007            | 28              | 7            |               |
| Leef                                                                | 02-03-2009            | -                     |                 |              |               |
| Het allerbeste van                                                  | 12-11-2009            | -                     |                 |              | Verzamelalbum |
| De wereld draait door                                               | 07-01-2011            | -                     |                 |              |               |
| Niet meer die man van toen                                          | 03-2015               | -                     |                 |              |               |
| Mijn zigeunerhart                                                   | 18-02-2017            | 25-02-2017            | 41              | 1            |               |
| Onverslaanbaar                                                      | 27-09-2019            |                       | -               | -            |               |
| Een jongen van de straat                                            | 27-11-2020            | 05-12-2020            | 30              | 3            |               |

### Nummers met hitnoteringen
| Lied                                | Verschijnen      | Album                      | Hitlijsten  | Hitlijsten  | Hitlijsten   | Hitlijsten   |
| Lied                                | Verschijnen      | Album                      | NL (Top 40) | NL (Top 40) | NL (Top 100) | NL (Top 100) |
| Lied                                | Verschijnen      | Album                      | Piek        | Weken       | Piek         | Weken        |
| ----------------------------------- | ---------------- | -------------------------- | ----------- | ----------- | ------------ | ------------ |
| Een lange hete zomer                | 14 juli 2006     | Mijn gevoel                | -           | -           | 93           | 2            |
| Ik ben een vagabundo                | 20 oktober 2008  | -                          | -           | -           | 68           | 5            |
| Hallelujah                          | 9 november 2009  | De wereld draait door      | -           | -           | 94           | 1            |
| Geef mij vannacht                   | 17 februari 2012 | -                          | -           | -           | 23           | 8            |
| Kijk naar de zon                    | 24 augustus 2012 | -                          | -           | -           | 34           | 6            |
| Vader en zoon                       | 22 oktober 2012  | -                          | -           | -           | 30           | 7            |
| Ik laat het over aan de liefde      | 13 februari 2013 | -                          | -           | -           | 51           | 4            |
| Als je lacht                        | 25 juni 2013     | Niet meer die man van toen | -           | -           | 20           | 7            |
| Grijp je kans & voel je vrij        | 4 oktober 2013   | -                          | -           | -           | 33           | 5            |
| Jij bent niet meer die man van toen | 11 december 2013 | Niet meer die man van toen | -           | -           | 41           | 10           |
| Ik leef vandaag                     | 22 mei 2014      | Niet meer die man van toen | -           | -           | 48           | 8            |
| Huisje op wielen (Outsiders remix)  | 3 december 2021  | Onverslaanbaar             | -           | -           | 87*          | 1*           |
| Je wilde alleen maar Prada          | 6 januari 2023   | -                          | tip15       | -           | -            | -            |